# 니조역 (교토부)
니조역(일본어: 二条駅, にじょうえき)은 일본 교토부 교토시 나카교구에 있는 서일본 여객철도 (JR 서일본)·교토 시 교통국 (교토 시영 지하철)의 철도역이다.

## 이용 가능한 철도 노선
- 서일본 여객철도 (JR 서일본)
  - 산인 본선 (사가노 선) - 특급을 포함한 모든 열차가 정차
  - JR의 특정 도·구·시내 운임 제도에 따른 교토 시내의 역이다.
- 교토 시 교통국 (교토 시영 지하철)
  - 교토 시영 지하철 도자이 선 (T15)

양사·국 모두 ICOCA, PiTaPa 및 상호 이용 가능 IC 카드들을 이용할 수 있다. J스루 카드는 서일본 여객철도의 역에서만, 스룻토 간사이 대응 각종 카드 및 트래피커 교 카드는 교토 시영 지하철 역에서만 이용할 수 있다.

## 역 구조

### 서일본 여객철도 (JR 서일본)
현재는 1면 2선의 섬식 승강장이 있는 고가역으로, 역사의 지붕은 목조 트러스이다. 이전의 역사와 비교해서 현재의 역사 디자인에 대해서는 찬반 의견이 존재하지만 1997년 굿 디자인 상을 수상했다. 플랫폼 상에서 멀리 히에이 산 등의 산을 볼 수 있다. 고가역이 되기 이전에는 센본 도오리 측에서만 역에 들어올 수 있었지만, 현재는 동서 양방향에 출입구가 설치되어 있으며, 승강객 이외에도 도보 자유 통로를 이용해 왕래할 수 있도록하고 있다.
개찰구에서 플랫폼까지는 계단과 엘리베이터, 상행 에스컬레이터를 지나야 한다. 또, 개찰구 앞에는 키오스크와 하트인이 있다. 플랫폼에는 대합실과 자동 판매기가 있지만, 매점 등은 없다. 화장실은 개찰구 내에 지상 북측에 있으며, 휠체어 대응의 수세식이다.

### 승강장
↑ 교토 방면
| １２ |
소노베 방면↓
| 1 | ■ 사가노 선 (상행) | 단바구치 · 교토 방면                |
| 2 | ■ 사가노 선 (하행) | 가메오카 · 소노베 · 후쿠치야마 방면 |

### 교토 시영 지하철 (교토 시 교통국)
1면 2선의 섬식 승강장이 있는 지하역이며. 스크림도어가 설치되어 있다.

### 승강장
↑ 우즈마사텐진가와 방면
| １２ |
로쿠지조 방면↓
| 1 | ■ 도자이 선 (하행) | 우즈마사텐진가와 행                                                  |
| 2 | ■ 도자이 선 (상행) | 산조케이한 · 로쿠지조 방면 / 하마오쓰 방면 (■ 게이한 게이신 선 직통) |

## 역세권 정보
종래의 JR 역은 동쪽의 센본 도리측에만 출입구가 있었지만, 지하철 도자이 선 개통 및 사가노 선의 고가화 이래로 서측도 정비되면서 택시나 시영 버스도 들어오기 시작했다.
역 동측의 센본 도오리 연선에는 2000년 9월에 교토 부 치과 의사회 구강 보건 센터가, 2006년 3월 1일에 JR 니조 역 NK 빌딩이 들어섰으며, 서측에는 2005년 6월 25일에 TOHO 시네마즈 등이 들어온 복합 오락 시설 BiVi 니조가 개업하는등, 주변은 개발이 진행되면서 교토 시의 부도심화가 진행되고 있다.
신센엔, 니조성, 나카교 구 종합 청사 (구청)은 역에서 동쪽으로 약 300 ~ 500m 거리에 위치하고 있다. 지하철 이용시에는 인근의 니조조마에역 쪽이 조금 더 가깝다.

## 승차량 통계
니조성이 근처에 위치하고 있음에도 관광객의 이용보다는 오히려 인근의 주민과 학생의 이용이 많다. 주변이 개발되고, 사가노 선의 배차간격이 줄어들면서 승차량이 꾸준히 늘어났다.
| 연도           | 승차량 | 승차량 | 승차량 | 승차량 | 승차량 | 승차량 | 승차량 | 승차량 | 승차량 | 승차량 | 비고            |
| 연도           | 1998년 | 1999년 | 2000년 | 2001년 | 2002년 | 2003년 | 2004년 | 2005년 | 2006년 | 2007년 | 비고            |
| -------------- | ------ | ------ | ------ | ------ | ------ | ------ | ------ | ------ | ------ | ------ | --------------- |
| JR 서일본      | 8761   | 9167   | 9369   | 9791   | 9912   | 10257  | 10387  | 11090  | 11761  | 11938  | [ * 1 ]         |
| 교토 시 교통국 | -      | -      | -      | -      | 8634   | 8868   | 8959   | 9482   | 9695   | 9810   | [ * 1 ] [ * 2 ] |

1. 1 2  교토 부 통계서 1998~2007에서.
2. ↑  교토 시 교통국은 2002년부터 통계를 제공하였다.

## 역사
- 1897년 2월 15일 - 교토 철도 니조 ~ 사가 간 개통과 동시에 개업.
- 1897년 4월 27일 - 교토 철도 오미야 ~ 니조 간 개통.
- 1904년 6월 - 교토 철도 본사를 겸한 역사 완성.
- 1907년 8월 1일 - 교토 철도 국유화.
- 1912년 6월 11일 - 교토 시전 센본 선 미부 차고앞 ~ 센본 마루타마치 간 개업에 따라서, 니조 역앞 정류소 설치.
- 1972년 1월 23일 - 교토 시전 센본 선 폐지에 따라서, 니조 역앞 정류소 폐지.
- 1987년 4월 1일 - 일본국유철도 분할 민영화에 따라서, 서일본 여객철도 및 일본화물철도의 역이 됨.
- 1990년 10월 - 지붕 관련 공사로 인하여 역사를 15m 동쪽으로 이전.
- 1996년 3월 16일 - 고가역화. 동시에 화물 열차 설정 폐지. 구역사는 우메코지 증기 기관차관으로 이설됨.
- 1997년 10월 12일 - 교토 시영 지하철 도자이 선 개업. 당시에는 종착역이었음.
- 2006년 4월 1일 - 일본화물철도 화물 취급 폐지.
- 2008년 1월 16일 - 교토 시영 지하철 도자이 선이 우즈마사텐진가와까지 연장됨.

## 인접역
| 서일본 여객철도 산인 본선                 | 서일본 여객철도 산인 본선 | 서일본 여객철도 산인 본선                |
| ----------------------------------------- | ------------------------- | ---------------------------------------- |
| 교토 방면                                 | ■ 사가노 선 쾌속          | 엔마치 소노베 방면                       |
| 단바구치 교토 방면                        | ■ 사가노 선 보통          | 엔마치 소노베 방면                       |
| 교토 시 교통국 교토 시 고속철도 도자이 선 |                           |                                          |
| T14 니조조마에 로쿠지조 방면              | ■ 교토 지하철 도자이 선   | T16 니시오지오이케 우즈마사텐진가와 방면 |

## 같이 보기
- 우메코지 증기 기관차관